# Ментухотеп III
Санкаре Ментухотеп III је био је шести египатски фараон из једанаесте династије. Владао је у периоду 2013—2010. п. н. е. као корегент свога оца, и 2010—2001. п. н. е. самостално. У краљевском папирусу из Торина помиње се да је владао 12 година.

### Владавина
Ментухотеп III је наследио свога оца Ментухотепа II после његове дуге владавине од 51 године. Стога је био релативно стар у време када је владао. И поред кратке владавине од 12 година, тај период је познат по експедицији у земљу Пунт из 8. године владавине и иновацијама у архитектури.
Натпис из Вади Хамамата говори о томе да је експедиција имала 8000 људи и да ју је предводио Хенену. Експедиција је из Кифта кренула према Црвеном мору. Ископали су 12 извора воде за будуће експедиције и очистили област од бандита. Из Пунта су се вратили са мирисима, гумом и парфемима. У Вади Хамамату су из каменолома узимали камен.